# Migdal ha-Chazon
Migdal ha-Chazon (hebrejsky: מגדל החזון, doslova Věž vize, anglicky: Vision Tower) je mrakodrap v průmyslové zóně Kirjat Atidim v severovýchodní části Tel Avivu v Izraeli.

## Geografie
Leží na severovýchodním okraji Tel Avivu, cca 5,5 kilometru od pobřeží Středozemního moře, nedaleko severního břehu řeky Jarkon, v nadmořské výšce cca 20 metrů. Je součástí souboru výškových budov Migdalej Atidim, které tvoří zdejší průmyslovou zónu. V tomto případě jde o věž Migdal Atidim 8.

## Popis stavby
Měří 149,8 metru, má 40 pater (podle jiných údajů 33 pater). Projekt vypracoval ateliér Zarhy Architects, který navazuje na práci Moše Zarhyho. Budova byla navržena podle požavadků klientů tak, aby maximalizovala okenní plochu a podíl kanceláří s přístupem k dennímu světlu. Je proto vystavěna na členitém půdorysu kombinujícím kříž a čtverec. Má 110 000 čtverečních metrů plochy. V budově jsou dvě obchodní patra, pět pater podzemních garáží s 1500 parkovacími místy, dva hlavní vchody a jedenáct výtahů.